# Bruckberg, Landshut
Bruckberg là một đô thị thuộc huyện Landshut trong bang Bayern nước Đức. Đô thị Bruckberg, Landshut có diện tích 51,11 km², dân số thời điểm ngày 31 tháng 12 năm 2006 là 5049 người.